# Another Yesterday
Another Yesterday — збірка уельської групи Feeder, яка була випущена 28 березня 2000 року.

## Композиції
1. Paperfaces — 4:42
2. Whooey — 3:59
3. Divebomb — 1:23
4. Rubberband — 3:44
5. Space Age Hero — 3:48
6. Slider — 3:22
7. Tomorrow Shine — 5:07
8. Living in Polaroid — 3:39
9. Getting to Know You Well — 3:18
10. Honeyfuzz — 1:55

## Учасники запису
- Грант Ніколас — гітара, вокал
- Така Хірозе — бас-гітара
- Джон Лі — ударні